# Сугамадекс
Сугамадекс (англ. Sugammadex, лат. Sugammadexum) — напівсинтетичний препарат, який є модифікованим гамма-циклодекстрином, який за своєю дією є антагоністом міорелаксантів, та застосовується для усунення нервово-м'язової блокади, спричиненої рокуронієм та векуронієм. Сугамадекс уперше був синтезований на дослідному заводі компанії «Organon & Co.», яка пізніше стала складовою компанії «Schering-Plough», яка й отримала схвалення препарату від FDA в грудні 2015 року.

## Фармакологічні властивості
Сугамадекс — синтетичний препарат, що є модифікованим гамма-циклодекстрином. Механізм дії препарату полягає в селективному зв'язуванні міорелаксантів рокуронію або векуронію у плазмі крові шляхом формування у плазмі комплексу з ними, що призводить до зменшення їх кількості у плазмі, наслідком чого стає усунення нервово-м'язової блокади, які її спричинюють. У клінічних дослідженнях сугамадекс мав швидшу дію в порівнянні з іншими антидотами міорексантів, зокрема на 10 хвилин швидше, ніж неостигмін.

### Фармакокінетика
Сугамадекс після внутрішньовенного введення швидко утворює комплекс з міорелаксантами, та не зв'язується ні з білками плазми, ні з еритроцитами. Препарат практично не метаболізується, та на 95 % виводиться з організму нирками в незміненому вигляді. Період напіввиведення сугамадексу складає 2 години, цей час зростає у хворих з порушеннями функції нирок.

## Показання до застосування
Сугамадекс застосовується для зняття нервово-м'язової блокади, спричиненої рокуронієм та векуронієм, як у дорослих, так і в дітей.

## Побічна дія
Найчастішими побічними реакціями сугамадексу є кашель або інші реакції дихальної системи під час наркозу. Іншими побічними ефектами препарату є реакції гіперчутливості, які включають припливи крові, кропив'янку, шкірний еритематозний висип, артеріальну гіпотензію, тахікардію, набряк язика або глотки, бронхоспазм, обструктивні ускладнення легень.

## Протипокази
Сугамадекс протипоказаний при підвищеній чутливості до препарату.

## Форми випуску
Сугамадекс випускається у вигляді розчину для ін'єкцій по 100 мг/мл у флаконах по 2 і 5 мл.